# 足立区立大谷田小学校
足立区立大谷田小学校（あだちくりつ おおやたしょうがっこう）とは、東京都足立区が設立・運営する公立小学校。略称は「おおやたしょう」。

## 概要
足立区中川地区の中央部に位置し、東京都道318号環状七号線に面する。周辺地域には都立中川公園の広大な緑地が広がる。

## 教育目標
日本国憲法および教育基本法の精神、児童の権利に関する条約の主旨を尊重して、健康で個性豊かな民主的な社会人の育成を図るとともに、生涯にわたる基礎を培う教育を推進する。
- よく考える子
- 心豊かな子
- たくましい子

## 歴代校長
1. 中村一     昭和25.4.1 - 昭和27.3.31
2. 松崎豊     昭和27.4.1 - 昭和36.3.31
3. 三上寛治   昭和36.4.1 - 昭和39.3.31
4. 服部次郎   昭和39.4.1 - 昭和47.3.31
5. 多田かつ   昭和47.4.1 - 昭和50.3.31
6. 飯島信一   昭和50.4.1 - 昭和54.3.31
7. 安田房子   昭和54.4.1 - 昭和57.3.31
8. 新堀巧     昭和57.4.1 - 昭和60.3.31
9. 中村道正   昭和60.4.1 - 平成元.3.31
10. 神田次男   平成元.4.1 - 平成 3.3.31
11. 寺島貴郎   平成 3.4.1 - 平成 6.3.31
12. 藤来靖幸   平成 6.4.1 - 平成11.3.31
13. 川和誠一   平成11.4.1 - 平成16.3.31
14. 矢野澄夫   平成16.4.1 - 平成19.3.31
15. 大橋利通   平成19.4.1 - 平成25.3.31
16. 相澤貞惠　平成25.4.1 - 令和3.3.31
17. 菅原秀道　令和3.4.1 -

## 学校諸元

### アクセス
- 亀有駅（東日本旅客鉄道常磐線各駅停車）より徒歩

### 校歌
一.澄む青空のはて遠く　今日も浮かぶよ富士の山　漂う雲の影白く　豊かな夢を乗せてゆく
二.明るい光きらきらと　波に揺らめく中川の　岸辺を行けば胸躍り　喜びの歌沸き起こる
三.葉かげさやさや風かよい　小鳥楽しく舞いめぐる　若木のようにすくすくと　伸びよ大谷田小学校

## 沿革

### 開校の背景
旧東渕江村時代から戦後しばらくの時期まで、足立区東部の東渕江地域における初等教育学校は東和地区の足立区立東渕江小学校だけであった。
この地域は東渕江小学校から比較的離れた地区に当たり、生徒児童の通学の不便さから近傍地域の分校開設を求めていた。1926年（大正15年）には周辺地域住民354名の署名を添えて東渕江村々長岡田忠次郎（当時）に対し、「本村東部に分校設置に関する請願書」が提出された。この請願書によると、「大谷田・佐野・長右衛門新田（現・中川）からの通学は不便を極め、一部の学生児童は近隣他町村の小学校（新宿小学校・亀青小学校）に通学している」といった主旨のことが書かれている。
また1935年（昭和10年）には中川堤防の土手換え改修工事で生じる空き地を「公園用地あるいは学校建設用地に転用されるように」との陳述書が周辺地域諸町会362名の署名とともに作成された。
戦後の宅地開発による人口増加と生徒児童数の急増は東渕江小学校の運営の収容能力を超過してしまったため、新たに分校を新設させる必要に迫られた。先述のようにかねてからの周辺地域住民の要望もあり、当時の土地区画整理事業の中での公園建設予定地の一部をもって学校用敷地とすることが決定された。この際に不足する用地を確保するため、隣接する農家の一部耕作地を提供してもらっている。
1950年（昭和25年）4月1日の開設当初の大谷田分校の規模は木造2階建て13教室、学級数20、生徒児童数1121名、教職員数21名であり、教室数の不足から二部制授業が行われた。足立区立大谷田小学校として正式に独立開校したのは、その翌月の5月1日である。

### 年表
- 1950年（昭和25年）3月31日 足立区立東渕江小学校大谷田分校開設
- 1950年（昭和25年）5月1日 足立区立大谷田小学校として独立開校
- 1951年（昭和26年）3月25日 校旗制定
- 1957年（昭和32年）4月1日 長門分校設立
- 1960年（昭和35年）5月1日 校歌制定
- 1964年（昭和39年）4月1日 長門分校が足立区立長門小学校として独立開校

## 著名な出身者
- 五十嵐ふみひこ 民主党前衆議院議員（二年生まで在学）
- 堀切和雅　エッセイスト（三年生まで在学）